# Jérémie Niel
 (octobre 2017).
Pour les articles homonymes, voir Niel.
Jérémie Niel, né le 19 janvier 1975 à Paris, est un metteur en scène et auteur québécois. 

## Biographie
En 2005, Jérémie Niel est diplômé en mise en scène du Conservatoire d’art dramatique de Montréal. C’est cette année-là qu’il fonde la compagnie de création Pétrus. Au sein de cette structure souple, il poursuit une rigoureuse démarche d’exploration formelle qui s’adresse à la sensorialité du spectateur. Sculptant la pénombre, déployant, dans une temporalité dilatée, de saisissants paysages sonores transpercés de silence, il fait de chaque pièce un univers hypnotique, nimbé d’une douce étrangeté, aux frontières du théâtre, de la danse, de la musique et des arts visuels. Poète de la réalité décentrée, il s’attache à révéler, en sondant l’envers des mots et des gestes, les zones d’ambiguïté et d’incertitude de la psyché humaine.
Il a mis en scène les 16 œuvres produites par Pétrus, qui ont été présentées dans les plus grandes institutions de théâtre et de danse de Montréal et d’ailleurs : Théâtre La Chapelle, Usine C, Agora de la danse, Festival TransAmériques, Théâtre de Quat'Sous, Théâtre Prospero, Théâtre français du Centre national des Arts à Ottawa, Théâtre National de Chaillot à Paris, etc. 
Outre les activités de sa compagnie Pétrus, Jérémie Niel collabore, à l’invitation de différents producteurs, à la création de nombreux autres projets en théâtre, en danse, en musique et en création radiophonique. Il travaille notamment à deux reprises avec la compagnie de danse La 2e porte à gauche, en 2011 et 2014, ainsi qu’avec les groupes de musique We are Wolves et Dear Criminals. Il signe également la mise en scène de plusieurs courtes pièces, par exemple dans le cadre de l’évènement Nice Try, ou de cabarets organisés par le chorégraphe Frédérick Gravel.  
De 2016 à 2023, il fait partie du comité d'artistes associés au Théâtre de Quat'Sous. 
À l'hiver 2025, il est professeur invité au Département de théâtre de l'Université d'Ottawa, où il met en scène une production avec les finissants du baccalauréat en jeu.   

## Autres activités
Parallèlement à son travail de création, Jérémie Niel est diplômé de l’École des hautes études commerciales de Montréal (HEC Montréal), en gestion des arts. Il a occupé de nombreux postes de direction dans le milieu artistique. Il a été notamment adjoint à la direction artistique au Théâtre La Chapelle, directeur de production et de tournée pour les compagnies Les 7 Doigts de la main et Marie Chouinard. Il est, depuis mai 2018, codirecteur général du Festival international de la littérature. 

## Mises en scène et créations produites par Pétrus
- 2024 / Zéro de conduite, de Jérémie Niel et Evelyne de la Chenelière. Production de Pétrus, en coproduction avec Espace Libre. Espace Libre.
- 2024 / Au coeur de la rose (Généalogie d'une tristesse), de Pierre Perrault, adaptation de Jérémie Niel. Production de Pétrus, en coproduction avec le Festival TransAmériques et le Théâtre français du Centre national des Arts à Ottawa. FTA, CNA.
- 2023 / ANIMALINSIDE, de Jérémie Niel, d'après le texte de László Krasznahorkai. Production de Pétrus. Cité-des-Hospitalières.
- 2022 / Qui a tué mon père, d'Édouard Louis. Production de Pétrus. Théâtre de Quat'Sous.
- 2021 / Face-à-face, de Jérémie Niel, chorégraphies de Catherine Gaudet. Production de Pétrus, en coproduction avec Danse-Cité. Théâtre La Chapelle, Agora de la danse.
- 2019 / Noir, écrit par Evelyne de la Chenelière, Christian Bégin, Justin Laramée et Jérémie Niel. Production de Pétrus. Théâtre de Quat’Sous.
- 2018 / Elle respire encore, Production de Pétrus, en coproduction avec l’Agora de la Danse et Danse-Cité. Agora de la danse.
- 2016 / La campagne, de Martin Crimp, traduction de Guillaume Corbeil. Coproduction de Pétrus et de La Veillée. Théâtre Prospero.
- 2015 / La très excellente et lamentable tragédie de Roméo et Juliette, d’après Shakespeare, adaptation de Jérémie Niel et Catherine Gaudet. Coproduction de Lorganisme et Pétrus. Usine C et Théâtre national de Chaillot, à Paris.
- 2014 / Phèdre. Production de Pétrus, en coproduction avec le Festival TransAmériques et le Théâtre français du Centre national des Arts à Ottawa. FTA, CNA, Usine C.
- 2013 / La concordance des temps, d’après Evelyne de la Chenelière, adaptation de Jérémie Niel. Production de Pétrus. Usine C.
- 2012 / Croire au mal, de Jérémie Niel. Production de Pétrus. Théâtre La Chapelle.
- 2010 / Cendres, d’après Atiq Rahimi, adaptation de Jérémie Niel. Production de Pétrus, en coproduction avec le Festival TransAmériques. Théâtre La Chapelle.
- 2009 / Chroniques, d’Emmanuel Schwartz. Coproduction de Pétrus et Abé Carré Cé Carré. Théâtre La Chapelle.
- 2009 / Tentatives, de Jérémie Niel. Production de Pétrus, en coproduction avec le Théâtre La Chapelle. Théâtre La Chapelle.
- 2007 / Son visage soudain exprimant de l’intérêt, d’après Franz Xaver Kroetz et Philippe Ducros. Production de Pétrus. Théâtre La Chapelle.